# Gatis Smukulis
Gatis Smukulis (Valka, 2 de abril de 1987) es un ciclista letón. 
Debutó como profesional en 2009 cuando entró al equipo UCI ProTour del Ag2r La Mondiale tras haber destacado en varias carreras profesionales e incluso como junior haber sido 2.º en el Campeonato de Letonia en Ruta con solo 18 años.

## Palmarés
| 2005 (como junior) - 2.º en el Campeonato de Letonia en Ruta 2007 (como amateur) - Riga Grand Prix - Gran Premio Guillermo Tell - Cinturó de l'Empordá 2008 (como amateur) - Les Boucles du Sud Ardèche - Tour de Flandes sub-23 - 1 etapa de la Ronde de l'Isard d'Ariège 2009 - 3.º en el Campeonato de Letonia Contrarreloj 2010 - 3.º en el Campeonato de Letonia Contrarreloj - 2.º en el Campeonato de Letonia en Ruta 2011 - 1 etapa de la Volta a Cataluña - Campeonato de Letonia Contrarreloj | 2012 - Campeonato de Letonia Contrarreloj 2013 - Campeonato de Letonia Contrarreloj - 2.º en el Campeonato de Letonia en Ruta 2014 - Campeonato de Letonia Contrarreloj - 3.º en el Campeonato de Letonia en Ruta 2015 - Campeonato de Letonia Contrarreloj 2016 - Campeonato de Letonia Contrarreloj - Campeonato de Letonia en Ruta 2018 - 2.º en el Campeonato de Letonia Contrarreloj |

## Resultados en Grandes Vueltas y Campeonatos del Mundo
| Carrera              | Carrera              | 2009 | 2010 | 2011 | 2012  | 2013  | 2014  | 2015  | 2016 | 2017 | 2018 |
| -------------------- | -------------------- | ---- | ---- | ---- | ----- | ----- | ----- | ----- | ---- | ---- | ---- |
|                      | Giro de Italia       | —    | —    | —    | 84.º  | —     | —     | —     | —    | —    | —    |
|                      | Tour de Francia      | —    | —    | —    | —     | 119.º | 100.º | —     | —    | —    | —    |
|                      | Vuelta a España      | —    | —    | —    | 117.º | —     | —     | 146.º | 83.º | —    | —    |
| Mundial en Ruta      | Mundial en Ruta      | —    | —    | —    | 51.º  | —     | Ab.   | 110.º | —    | —    | —    |
| Mundial Contrarreloj | Mundial Contrarreloj | —    | —    | —    | 43.º  | —     | 47.º  | 28.º  | 21.º | —    | —    |

—: no participa

Ab.: abandono

## Equipos
- Ag2r La Mondiale (2009-2010)
- HTC-Highroad (2011)
- Katusha (2012-2015)
- Astana Pro Team (2016)
- Delko Marseille Provence KTM (2017-2018)